# A96 road
Die A96 ist eine Fernstraße in Schottland. Sie beginnt im Stadtzentrum von Aberdeen und endet an der A9 östlich von Inverness.
Im Zentrum von Aberdeen nahe den Hafenanlagen am Dee beginnt die A96. Sie verläuft durch Teile des Stadtzentrums und verlässt Aberdeen durch die nordwestlichen Stadtteile und Vororte. Sie verläuft dann durch den ländlichen Westen von Aberdeenshire und quert in Inverurie den Don. Ab dort folgt der Verlauf der A96 bis zehn Kilometer jenseits von Old Rayne weitgehend dem Verlauf des Flusses Urie. Sie wird um Huntly geleitet und zuvor für wenige hundert Meter zusammen mit A97 geführt, die das Zentrum Huntlys erreicht.
Nordwestlich von Huntly quert die Straße den Deveron und erreicht schließlich die Council Area Moray. In Keith quert sie den Isla und wird wenige Kilometer zusammen mit der A95 geführt. Weiter in westlicher und nordwestlicher Richtung verlaufen quert die Straße in Fochabers den Spey und führt anschließend durch das Zentrum von Elgin. Mit dem Lossie und, jenseits von Forres, dem Findhorn kreuzen zwei weitere Flüsse, bevor die Straße westlich von Auldearn die Region Highland erreicht. Über Nairn der Südküste des Moray Firth folgend, endet die A96 schließlich nach einer Gesamtlänge von 166 km östlich von Inverness an der A9.

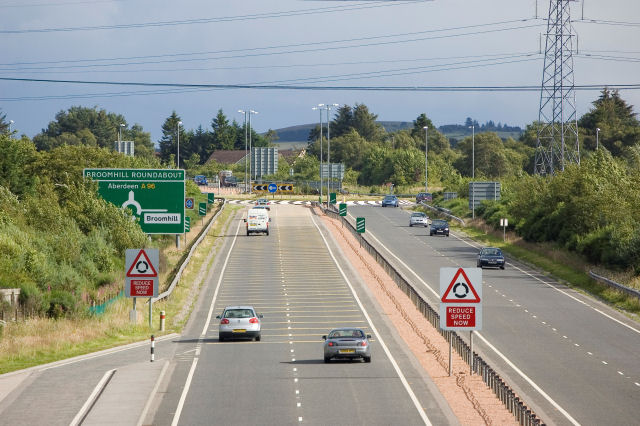
Vierspuriger Ausbau bei Aberdeen
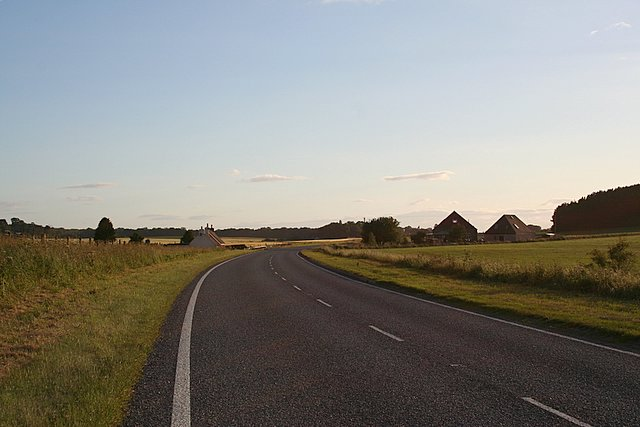
Ländlicher Bereich nahe Auldearn
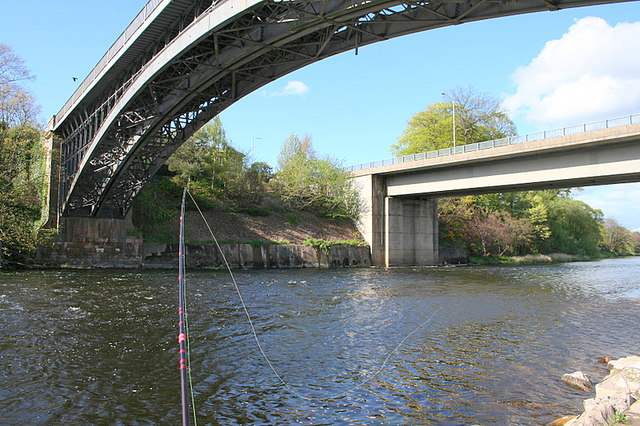
Alte und neue Brücke über den Spey in Fochabers